# スパイス・ガールズ
スパイス・ガールズ（英語: Spice Girls）は、1994年に結成されたイギリスの女性アイドルグループ。メンバーは、メラニー・ブラウン（スケアリー・スパイス）、メラニー・チズム（スポーティ・スパイス）、エマ・バントン（ベイビー・スパイス）、ジェリ・ハリウェル（ジンジャー・スパイス）、ヴィクトリア・ベッカム（ポッシュ・スパイス）の5人で構成される。
彼女たちはヴァージン・レコードと契約し、1996年に「ワナビー」でデビュー。同曲は37か国で首位を獲得し、その後も「トゥー・マッチ」「ストップ」「ビバ・フォーエヴァー」など数々のヒット曲をリリースし、世界中で8500万枚以上のレコードを売り上げるなど世界的な成功を収める。商業的に最も成功を収めた女性グループであり、彼女たちの登場はイギリスのポップ・カルチャー史においてビートルマニア以降で最大の出来事に数えられている。2000年のアルバム『フォーエヴァー』を最後に活動を停止するが、2007年と2019年に限定的な再結成ツアーを開催し、こちらも大きな成功を収めた。

## 概要
デビュー・アルバム『スパイス』は世界中で3,100万枚以上の売上を記録し、歴史上最も売れた女性グループのアルバムとなった。2枚目のアルバム『スパイスワールド』は世界中で2000万枚以上を売り上げた。スパイス・ガールズは1990年代のイギリスの大衆文化の中でも最も高い評価を受けており、雑誌『タイム』は1990年代半ばのイギリスの若者文化の祝典であるクール・ブリタニアに出演する中でスパイス・ガールズが「間違いなく最も顔と名前が知られている」グループと評価した。全英シングルチャートでは9曲がナンバーワン・シングルとなり（ABBAと同数で上にはテイク・ザットの10曲、マドンナの12曲、ウエストライフとクリフ・リチャードの14曲、ビートルズの17曲、エルビス・プレスリーの21枚）、3枚の全英クリスマス・ナンバー1シングルも持つ（「トゥー・ビカム・ワン」が1996年に、「トゥー・マッチ」が1997年に、「グッドバイ」が1998年に達成）。デビューから6曲連続で全英シングルチャート1位を記録した女性グループは、スパイス・ガールズだけである。
彼女たちの成功を示すものとしては、国際的なレコード売上の記録、2007年から2008年の再結成ツアー、前例のないマーチャンダイジング、ハリウェルが着用したユニオンジャックドレスに代表される「ガールパワー」現象、映画『スパイス・ザ・ムービー』などが挙げられる。このグループは、これまでで最も成功したマーケティング・エンジンの1つとなった。年間7500万ドルの収益を上げ、1998年5月までに世界の総売上高は5〜8億ドルと推定されている。彼女たちの指導者でマネージャーのサイモン・フラーのもと、スパイス・ガールズはマーチャンダイジングを受け入れ、イギリスと世界の報道機関の定期的な特集を組まれた。1996年、雑誌『トップ・オブ・ザ・ポップス』は、各メンバーに愛称を与えた。『ローリング・ストーン』誌のジャーナリストで伝記記者のデイヴィッド・シンクレアによると、「スケアリー、ベイビー、ジンジャー、ポッシュ、スポーティ」は、ジョン、ポール、ジョージ、リンゴ以来、最も広く認識されているグループである。スパイス・ガールズは1990年代の人気のある文化的アイコンとなり、アデルやサム・スミスといった後続のスター達も彼女達のファンを公言している。また、彼女たちは1990年代の第2次ブリティッシュ・インヴェイジョンの一部と見なされている。

## 来歴

### 1994年
3月、イギリスの雑誌『The Stage』が「18歳から23歳まででダンスができて歌が唄える女性」を募集した。この広告に約2000人の女性が応募し、「個性的で、ファンのみんながメンバーの誰かにあてはまる」ようなグループを目指し、メラニー・チズム、ヴィクトリア・アダムス、メラニー・ブラウン、ジェリ・ハリウェル、ミシェル・ステファンソンの5人の女性が選ばれた。当初のグループ名は「Touch」だった。6月、レコーディング中にメンバーのミシェルが乳がんになった母親の看病のためグループから離れることになり、エマ・バントンが新しくグループに加わった。10月にはツアー活動を始め、プロデュース・チーム、Absoluteと出会う。そこで、19 Managementというエンターテイメント会社のサイモン・フラーと出会う。

### 1995年
3月にはヴァージンとレコード契約。5人はイギリスのメイデンヘッドで共同生活を送るようになり、ダンスレッスン、デモテープの制作に励んだ。10月にデビュー当時からのマネージャーを解雇（理由は「支配されすぎた」ということがあった）。また、同日にエリオット・ケネディをマネージャーに迎える。エリオットは新しいグループ名として新たに「スパイス (Spice)」と名付けた。しかし、すでにイギリスに同名のバンドがあったことと、すでにメディアが「Spice Girls」と表記するようになっていたことからグループ名は正式にスパイス・ガールズとなった。ここから1996年の夏まで、デビュー・アルバムのために曲を書いていた。

### 1996年
1996年7月8日、デビュー曲「ワナビー」をイギリスでリリース。またこの曲のミュージック・ビデオが音楽チャンネルを支配するようになった。1週目はチャート3位だったが、2週目には1位をマーク（7週連続）。日本ではフジテレビ系列で深夜に放送されていた音楽番組『BEAT UK』ではUKシングルチャート・トップ20で初登場1位を獲得した。イギリスの音楽番組『Top Of The Pops』に出演し、同局の雑誌で、ヴィクトリアにはポッシュ（上品で気取った）・スパイス、メラニーCにはスポーティー・スパイス、メラニーBにはスケアリー（恐ろしい）・スパイス、エマにはベイビー・スパイス、ジェリにはジンジャー・スパイスというニックネームがつけられた。
「ワナビー」は世界31カ国でチャート1位となる。これは女性グループとしてだけではなく、デビュー曲としても記録的な売り上げと言われる。イギリスの歌手がアメリカ市場で人気を得るのは難しいが、この曲はビルボード・チャートで1週目で11位をマーク。ビートルズの12位の記録を塗り替えた。11月、アルバム『スパイス』をヨーロッパでリリース。7週間でイギリスだけで100万8,000枚を売り上げ、ビートルズの売り上げ記録を抜いてトップになる。トータルで300万枚を売り上げ、15週間アルバム・チャート1位をマークした。10月にはセカンド・シングル「セイ・ユール・ビー・ゼアー」、12月には「トゥー・ビカム・ワン」をリリース。この2曲は53カ国で1位を記録した。特に「トゥー・ビカム・ワン」は、クリスマス・ソングとして大人気となった。デビュー・アルバム『スパイス』からの最後のシングルカットとして、「ママ / フー・ドゥ・ユー・シンク・ユー・アー」をリリース。これも、チャート1位となった。

### 1997年
デビュー・アルバムはヨーロッパで1997年に最高の売上（800万枚）となり、プラチナ・レコード(×8)に認定された。アメリカでもアルバム・チャート1位をマークし、同国でも1997年最も売り上げたアルバムとして、プラチナ・レコード(×7)に認定された。また日本でも100万枚以上を売り上げた。
11月には2枚目のアルバム『スパイスワールド』をリリース。同アルバムからのシングル「スパイス・アップ・ユア・ライフ」をリリース。アルバムはすぐに世界中で人気となり、2週間で700万枚を売り上げるという最速記録をマークした。ヨーロッパ、カナダ、アメリカではそれぞれ1,000万枚を売り上げた。それからは「トゥー・マッチ」、「ストップ」をリリース。このうち「ストップ」だけが全英チャート2位にとどまった。ちなみに「トゥー・マッチ」は1997年のクリスマス・ソングとしても人気があった。しかし、アメリカで「デビューから2枚目のアルバムをリリースするまでの期間が早すぎる」という批判があり、メンバー自身「私生活があまりにもメディアに報じられすぎている」という苦難もあった。また、約20社もの企業とスポンサー契約を結んでいたこともプレッシャーだったと後にメンバーは語っている。
そして、この辺りから母国イギリスを除く各国のチャートでは衰えが見られるようになっていった。それでも1997年、1998年の両年で最も売り上げた歌手として認められた。この年の6月には映画『スパイス・ザ・ムービー』の製作にとりかかった。内容はスパイス・ガールズが初ライブ前夜にマネージャーと喧嘩をして失踪してしまうというコメディー。エルトン・ジョン、ロジャー・ムーアなどの有名人も多く出演した。7千万ドルを世界中で売り上げた。もっとも、この映画はゴールデンラズベリー賞に複数部門でノミネートされ、最低主演女優賞を受賞した。11月にはマネージャーとサイモン・フラーを解雇。理由として自由が制限されすぎたというものがあった。

### 1998年
この年の早い時期に、スパイス・ガールズは102日に及ぶヨーロッパ・北アメリカツアーを始める（2月24日にアイルランドのダブリンで始まった）。メンバーのジェリが胃腸炎で最後の2公演、オスロ、ノルウェー公演を休んだ。このころからジェリがメンバーに幻滅し、脱退するという噂が流れ始めた。このツアーの後もいくつかのパフォーマンスをジェリは休んでいたので脱退は確実視されつつあった。5月31日にジェリの弁護士を通じて脱退が発表された。またジェリは次のようなコメントを残している。「残念なことに、私はスパイス・ガールズから脱退したことをお伝えします。私達には違いがあったからです。これからもスパイス・ガールズは成功し続けていくと思います。追伸、また戻ってきます」。ジェリは過度の疲れと自由な時間がないことを告白し、メラニー・ブラウンとの不仲説が流れた。残った4人のメンバーで北アメリカのツアーを続けた。ジェリの脱退はグループに混乱をもたらし、予定されていたライブ・アルバムのリリースもキャンセルされた。
7月20日にシングル「ビバ・フォーエヴァー」をリリース。ジェリの脱退後のリリースとなった。同曲のビデオにおいて、スパイス・ガールズはアニメとして出演している。理由に、世界ツアーで忙しかったことと、ジェリが脱退して撮影が不可能になってしまったということ（結局ビデオでは5人のスパイス・ガールズがアニメとして出演した）。また、この曲の次に「Never Give Up On The Good Times」もリリース予定だったが、レコーディング、編集の時間がないことと、ジェリの脱退でビデオが作れないという理由でキャンセルされた。クリスマスには「グッド・バイ」をリリース。この曲はジェリ脱退前に作詞されており、ジェリへの感謝の意をこめたリリースとなった。また、スパイス・ガールズ自身3度目の大ヒットクリスマス・ソングにもなった。またカナダでは16週間チャート1位をマークし、1990年代に最も成功を収めた曲となった。

### 2000年
3月、ブリット・アワードで特別功労賞を受賞、本来、デビューしてから数年でこの賞を受賞することは不可能とされている。
11月に4人編成となって初のアルバム『FOREVER』をリリース。それまでとは違い、R&Bの制作陣を迎えた。このアルバムからのリード・シングル「HOLLER (ホラァー) / レット・ラヴ・リード・ザ・ウェイ」をリリース。これはスパイス・ガールズにとって9度目の全英チャート1位をマーク（「HOLLER (ホラァー)」は全米ダンス・ミュージックチャートで31位をマークした）。アルバムのプロモーション活動として、グループを2つに分けて活動するようになった。エマとヴィクトリアがアメリカを、2人のメラニーがヨーロッパを主に活動していた。この頃からメンバーはソロ活動を始めた。

### 2001年
活動休止を発表。ソロ活動に専念しはじめる。詳細は各メンバーの項目を参照。

### 活動再開への動き
- 2006年10月、自身の自叙伝のプロモーション活動のためラジオ番組に出演していたメンバーのヴィクトリアが再結成についてコメント。「スパイス・ガールズの再結成はありえないと思います。私達は今個人の活動をしていてそれに満足しています。それに子供もいます。私自身、ステージ上で踊りまわっているのを想像できません。従って、再結成はないでしょう」
- 2007年3月、メラニーCが再結成が起こるとは信じていないと報じられた[要出典]。
- 2007年5月、デイリーメールが、クリスマスに再結成コンサートをするのではないかと報じた。メンバーのヴィクトリアの夫、デビッド・ベッカムがロサンゼルスのサッカークラブ、ロサンゼルス・ギャラクシーへと移籍するにあたって、ヴィクトリアはロスを新しいスパイス・ガールズの"家"にしたがっている。また、そのクリスマスのコンサートでアメリカでの名声を得たい模様。また、可能ならば、再結成に否定的なメラニーCを説得させるようだ、との内容。
- 2007年5月20日、ニュース・オブ・ザ・ワールドが、スパイス・ガールズが戻ってきたと報じた。クリスマスに新曲を発表するようで、4度目のクリスマス・ナンバー1シングルを目指す。エマと脱退したジェリがスタジオ入りした写真が記事とともに報じられている。

### 1度目の再結成

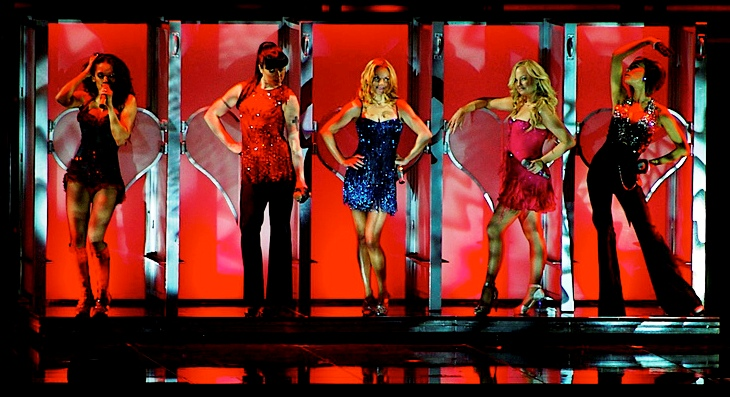
トロント公演（2007年）

2007年6月28日、記者会見をひらき、「The Return of the Spice Girls」と題した世界ツアーを決行すると発表。ベスト盤も11月5日に発売される予定だったが、同じ日にウエストライフもアルバムをリリースするため、1週間後に遅らせた。結局、再結成後初のシングル「Headlines (Friendship Never Ends)」は全英チャート11位におわり、アルバムもチャート2位にとどまった。当初、ソロとして成功していたメラニーCはこの再結成に難色を示していたが、他のメンバーの説得により最終的に参加。またコンサートではそれぞれソロのパートを設ける話が出たが、メラニーC、ジェリ、エマはそれに賛成。ヴィクトリアとメラニーBは反対しプログラムが難航した。結局、ヴィクトリアは歌わずファッションショーとして披露、またメラニーBはレニー・クラヴィッツの曲をカヴァーした。
開演地一覧（記者会見で発表されたツアースケジュールとは異なる）
- バンクーバー - 12月2日
- サンノゼ - 12月4日
- ロス・アンゼルス - 12月5,7日
- ラスベガス- 12月8,9,11日
- ロンドン - 12月15,16,18日,1月2,3,4,6,8,9,11,12,13,15,16,18,20,22日
- ケルン - 12月20日
- マドリード - 12月23日
- マンチェスター - 1月23,24,26日
- ボストン - 1月30日
- モントリオール - 1月31日,2月24日
- トロント - 2月3,4,25,26日
- ユニオンデール - 2月6,7日
- ニューアーク - 2月10,11日
- イーストラザフォード - 2月13日
- シカゴ - 2月15日
- オーバンヒルズ - 2月16日
- ニューヨーク - 2月18日
- フィラデルフィア - 2月19日
- ワシントンD.C. - 2月21日
- ハートフォード - 2月22日

当初は香港、上海、シドニー、ケープタウン、ブエノスアイレスなどの都市でも予定されていたが、スケジュールの都合により変更された。また、ヴィクトリアは日本公演を強く希望したが実現しなかった。
ツアーの情報が解禁されるとグループの公式サイトではチケットを手に入れようと記録破りの登録数を記録し、O2アリーナの一次販売では販売から38秒で全てのチケットが売り切れた。
ツアーに先駆けて11月15日にハリウッドのコダック劇場で開催されたヴィクトリアズ・シークレットのファッションショーに出演し、再結成後初のパフォーマンス、「ストップ」と「永遠のヘッドライン」を披露した。

### 2012年ロンドンオリンピック

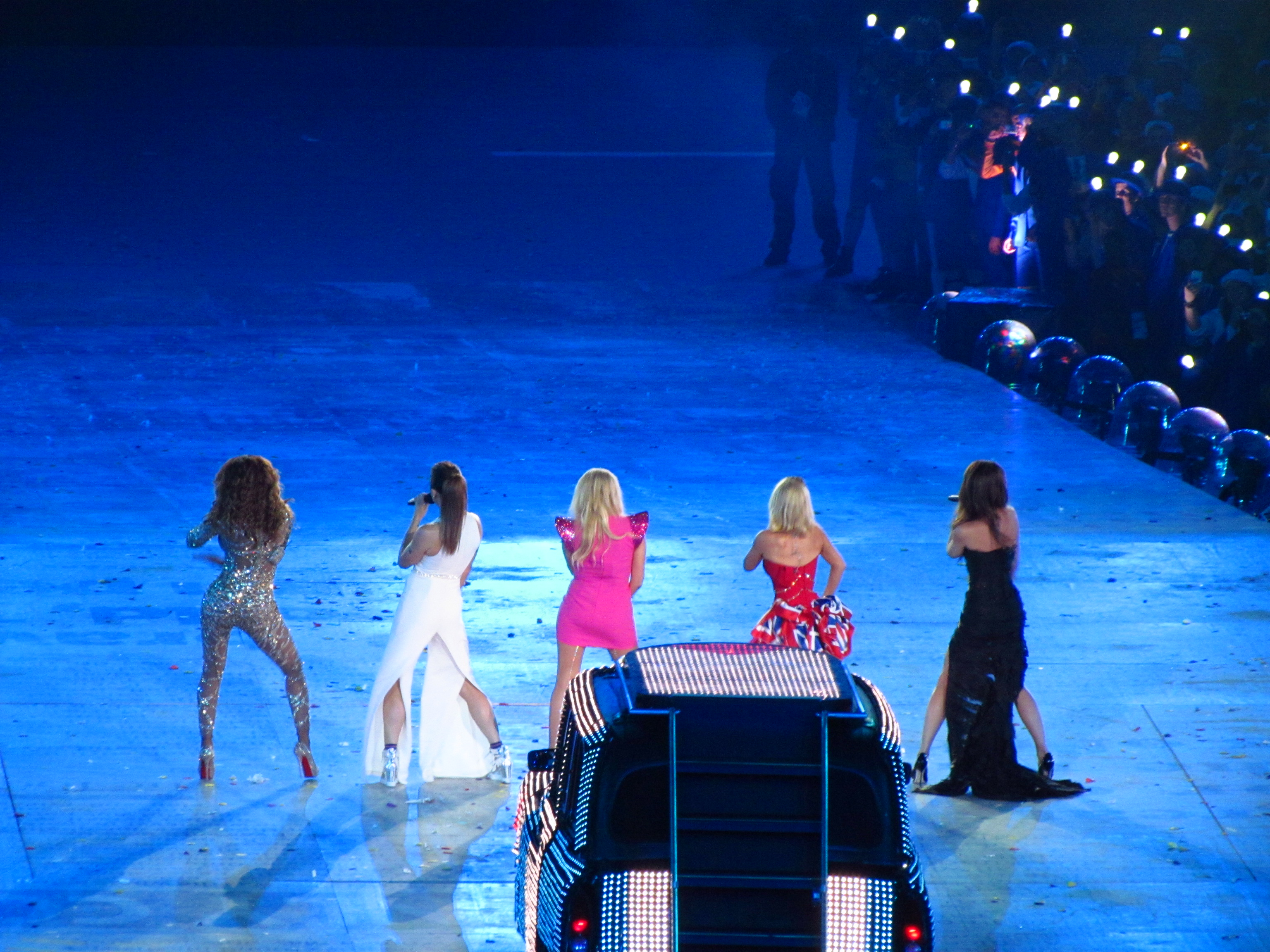
2012年ロンドンオリンピック閉会式

2012年ロンドンオリンピックの閉会式にて、「SPICE」と書かれたナンバープレートが掲げられたロンドンタクシー5台に分乗したメンバーがステージ中央で降車して現れ、「ワナビー」と「スパイス・アップ・ユア・ライフ」を披露した。今回の再結成では、ヴィクトリアが難色を示した。第4子の育児に忙しく、またファッション・デザイナーとして成功し始めており、過去のポップスターとしてのイメージを払拭したいためであった。しかし、他の4人がヴィクトリア抜きでも再結成をすることに決めたため、急遽スケジュールを調整し、参加することに決めた。

### 20周年記念
2016年、デビュー・シングル「ワナビー」発売から20周年を祝い、ジェリ・ハリウェル、メル・B、エマ・バントンの3人が「GEM」というユニットで新曲を準備中である旨を発表。。今回の再結成ではヴィクトリアは4人の子育てにデザイナーとしての仕事が忙しいため不参加。メラニーCは10月にニュー・アルバムの発表を控えソロ活動に専念したいのと、再結成に意欲が湧かないとの理由で不参加。

### 2度目の再結成ツアー

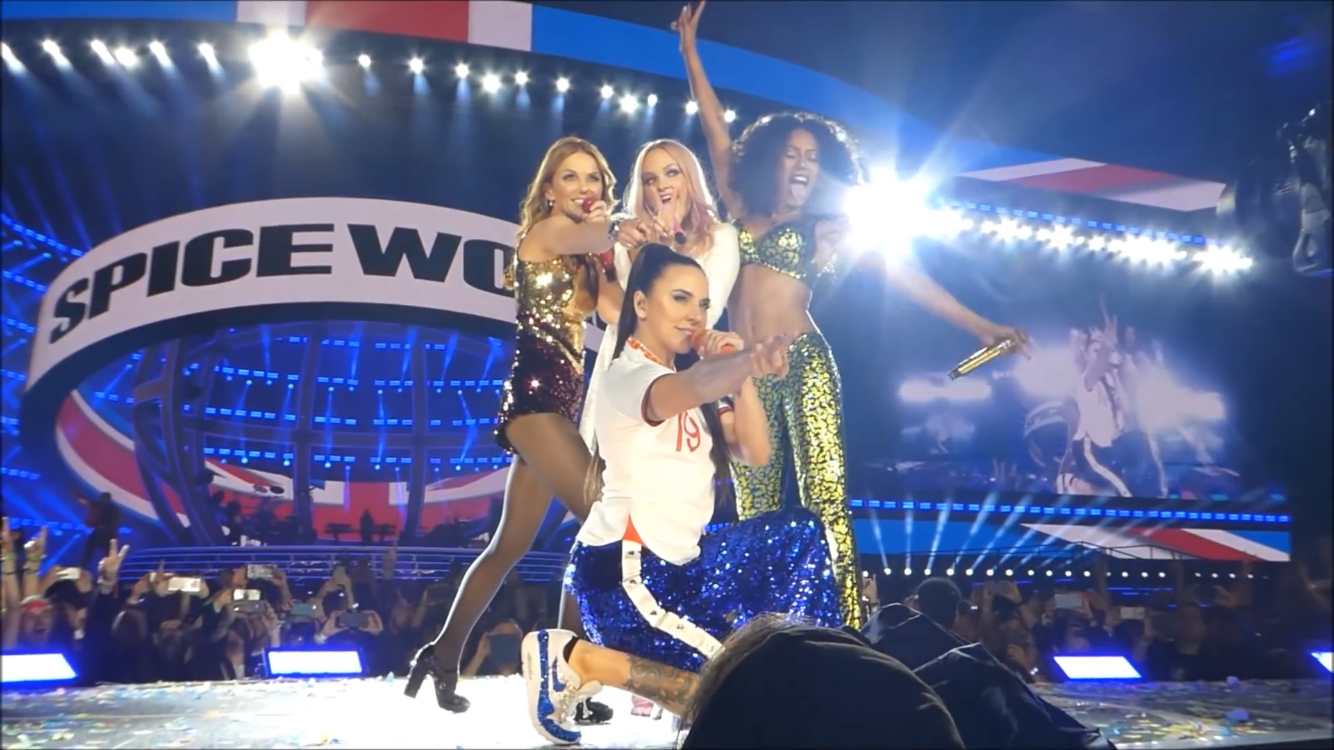
2度目の再結成ツアー（2019年）

2018年11月5日、ヴィクトリアを除く4人での再結成ツアーがアナウンスされ、翌2019年5月から6月にかけてツアーを敢行した。チケットが販売されるや否やイギリスの大手チケット販売会社ではこれまでの記録を破る売れ行きを記録。13公演のスタジアムツアーは7800万ドルの収益を挙げた。

### 2020年代以降
2021年に『スパイス』、2022年に『スパイスワールド』の25周年記念盤が発売。
2024年、グループの結成30周年を記念してグループのこれまでの様々な場面を使用したロイヤルメールの限定切手が発売。
同年、ヴィクトリアの50歳の誕生日パーティーにメンバー全員が集結。5人が「ストップ」を歌う光景をヴィクトリアの夫ベッカムが撮影したものがSNSに投稿され大きな話題を集めた。
2025年、Apple TV+の番組『KPOPPED』にエマとメル・Bがスパイス・ガールズとして出演し、ITZYと共演した。

## メンバー
ジェリ・ハリウェル（Geri Halliwell、1972年8月6日 - ） - 愛称ジンジャー・スパイス
赤毛と露出の多いセクシーな衣装が特徴。最年長でリーダーだったが、1998年に最初に脱退した。4曲の全英ナンバーワンシングルを持つなどソロ歌手としても一定の成功を収めた。
メラニー・チズム（Melanie Chisholm、1974年1月12日 - ） - 愛称スポーティ・スパイス。通称メルC (Mel C)
豊かな歌唱力と声量を生かしたハスキーボイスが特徴。リードボーカル的な役割であり、ソロパートを多く持つ。ソロのシンガーとしても2曲のナンバーワンヒットを含む7曲の全英TOP10シングル、3枚の全英TOP10アルバムを発売。イギリス以外のヨーロッパの国々でも首位を含むヒットを記録するなどして、現在もソロ歌手として精力的に活動。
ヴィクトリア・ベッカム（Victoria Beckham、1974年4月17日 - ） - 愛称ポッシュ・スパイス
ブルネットのストレート・ヘアーと、長い手足、スリムなスタイルが特徴。イングランドのサッカー選手、デビッド・ベッカムの妻としても有名。現在はファッション・デザイナーとしても活躍中。
メラニー・ブラウン（Melanie Brown、1975年5月29日 - ） - 愛称スケアリー・スパイス。通称メルB (Mel B)
縮れた髪、褐色の肌、豊かな声色でこちらもリードボーカル的な役割をこなす楽曲が多い。結婚後にMel Gに改称したが、離婚後、Mel Bに戻す。現在はTVタレントとしての活動が主。
エマ・バントン（Emma Bunton、1976年1月21日 - ） - 愛称ベイビー・スパイス
ブロンドの髪とポップな甘い声が特徴。

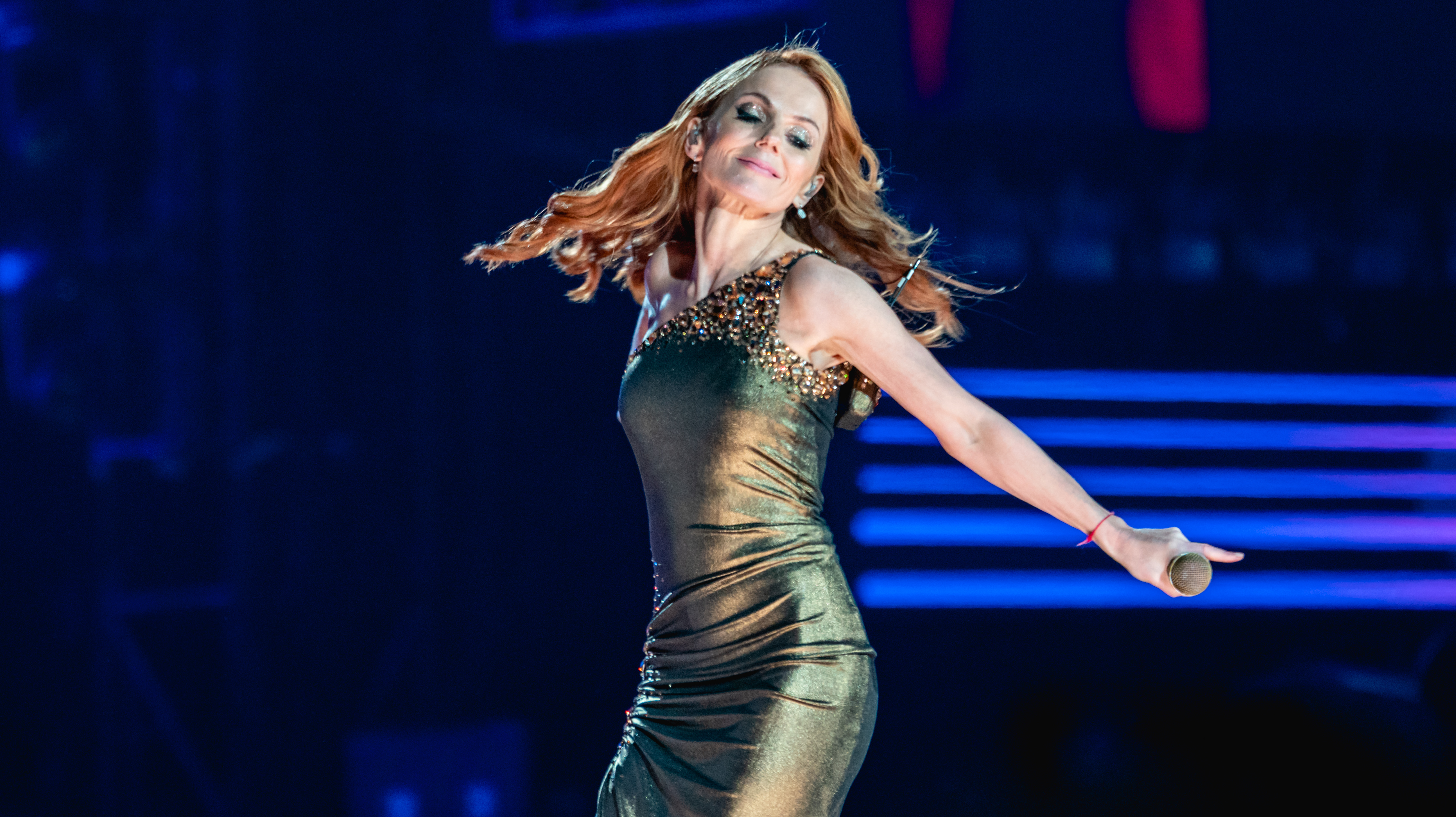
ジェリ・ハリウェル
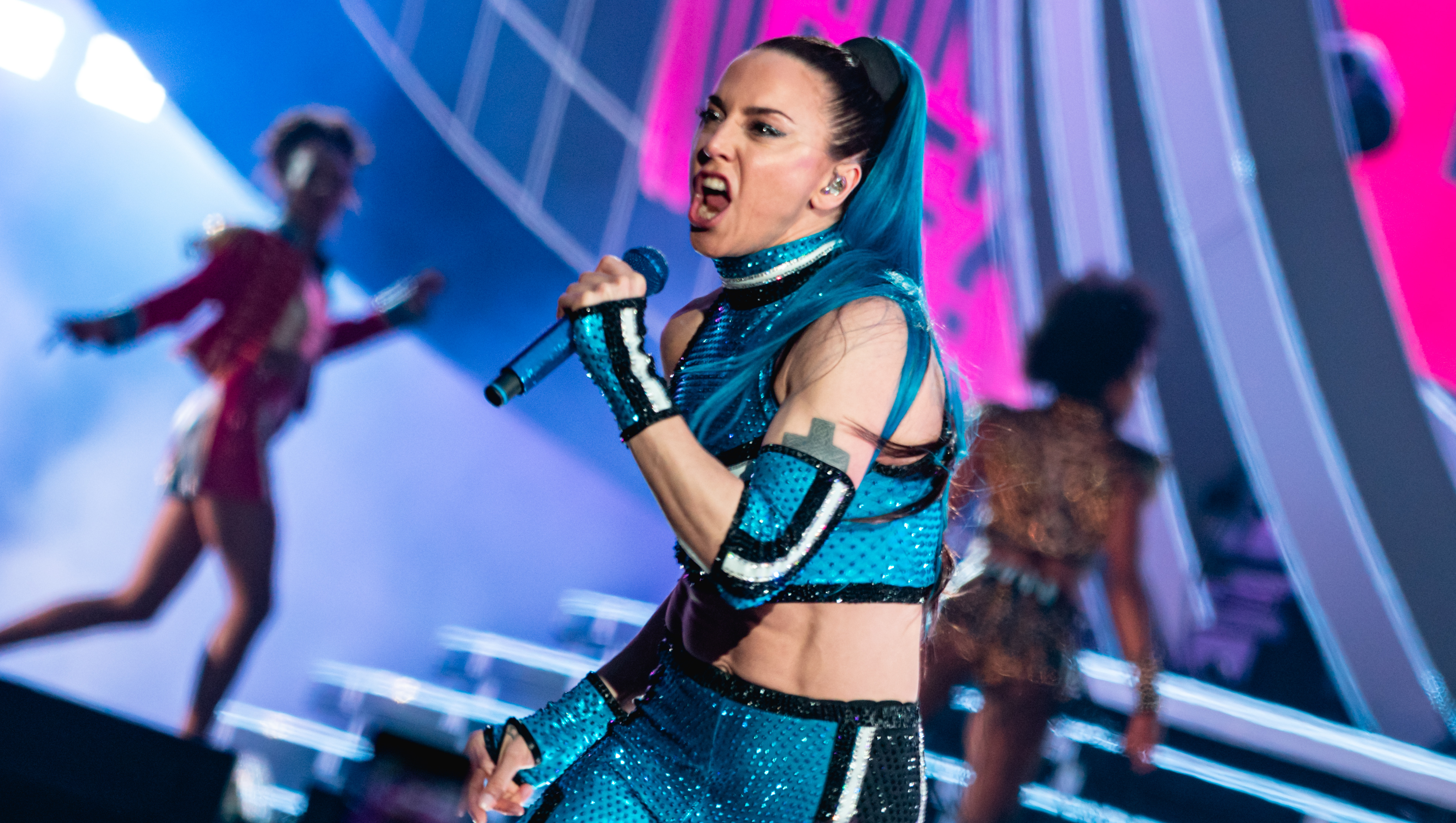
メラニー・チズム
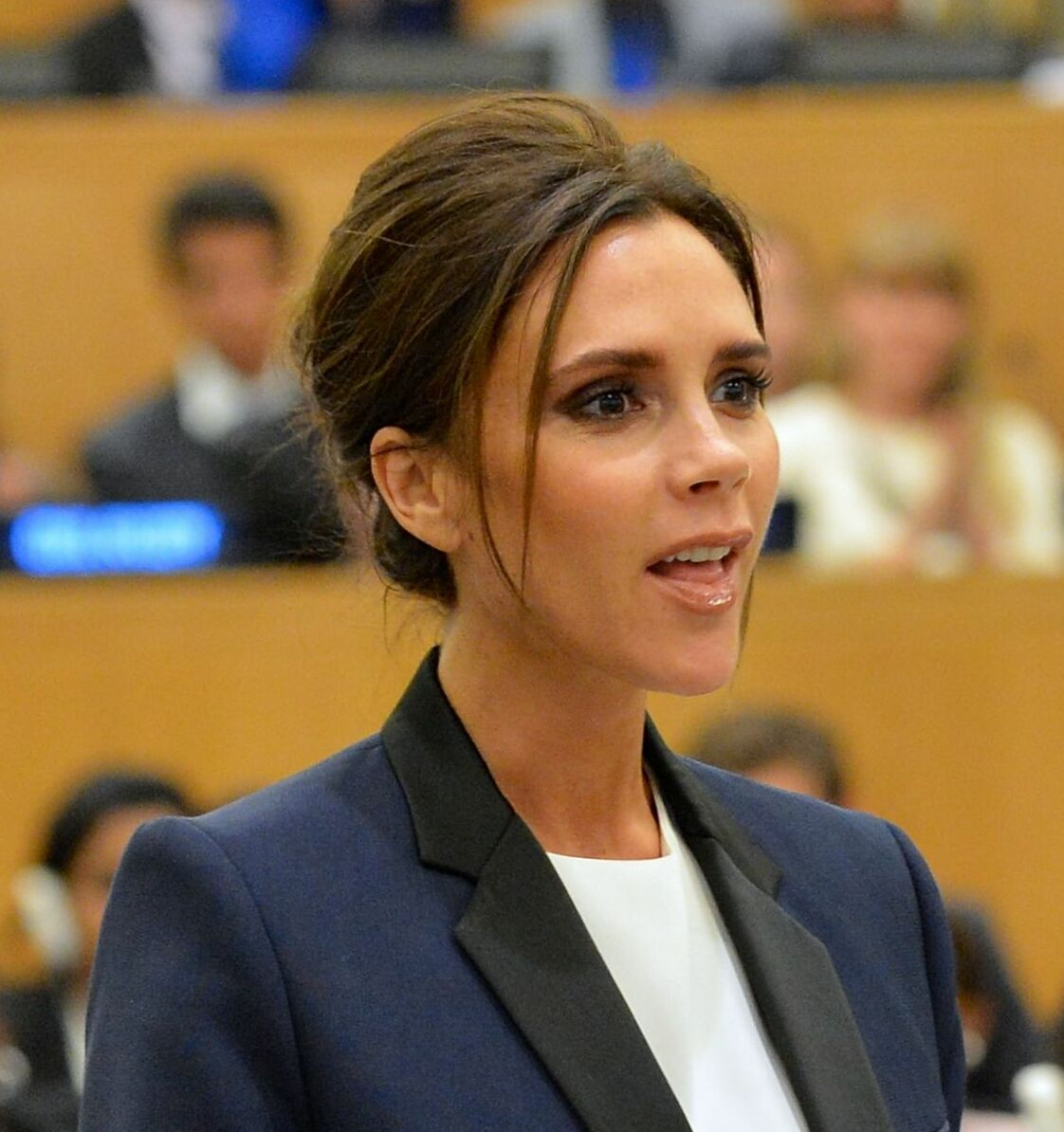
ヴィクトリア・ベッカム
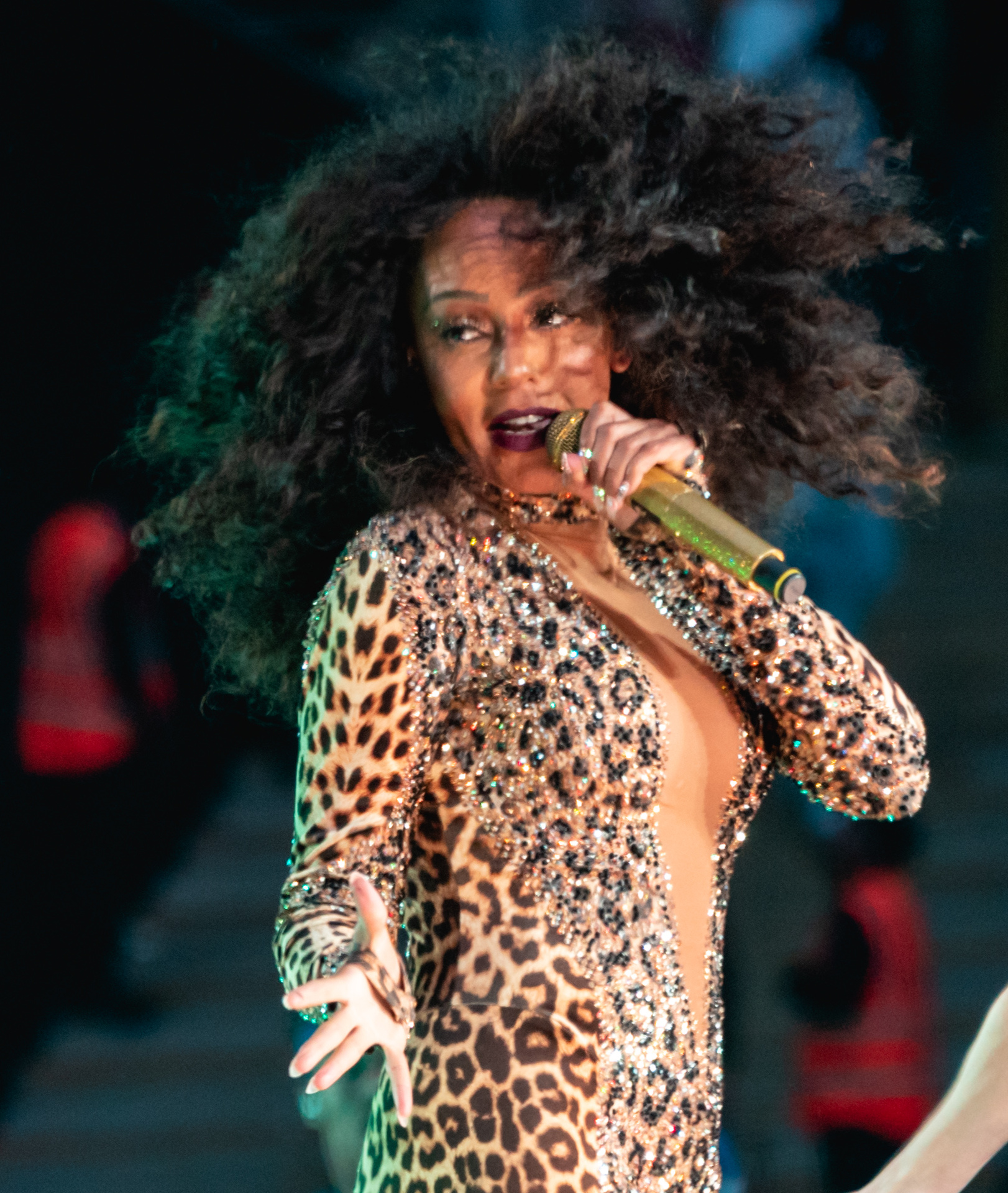
メラニー・ブラウン
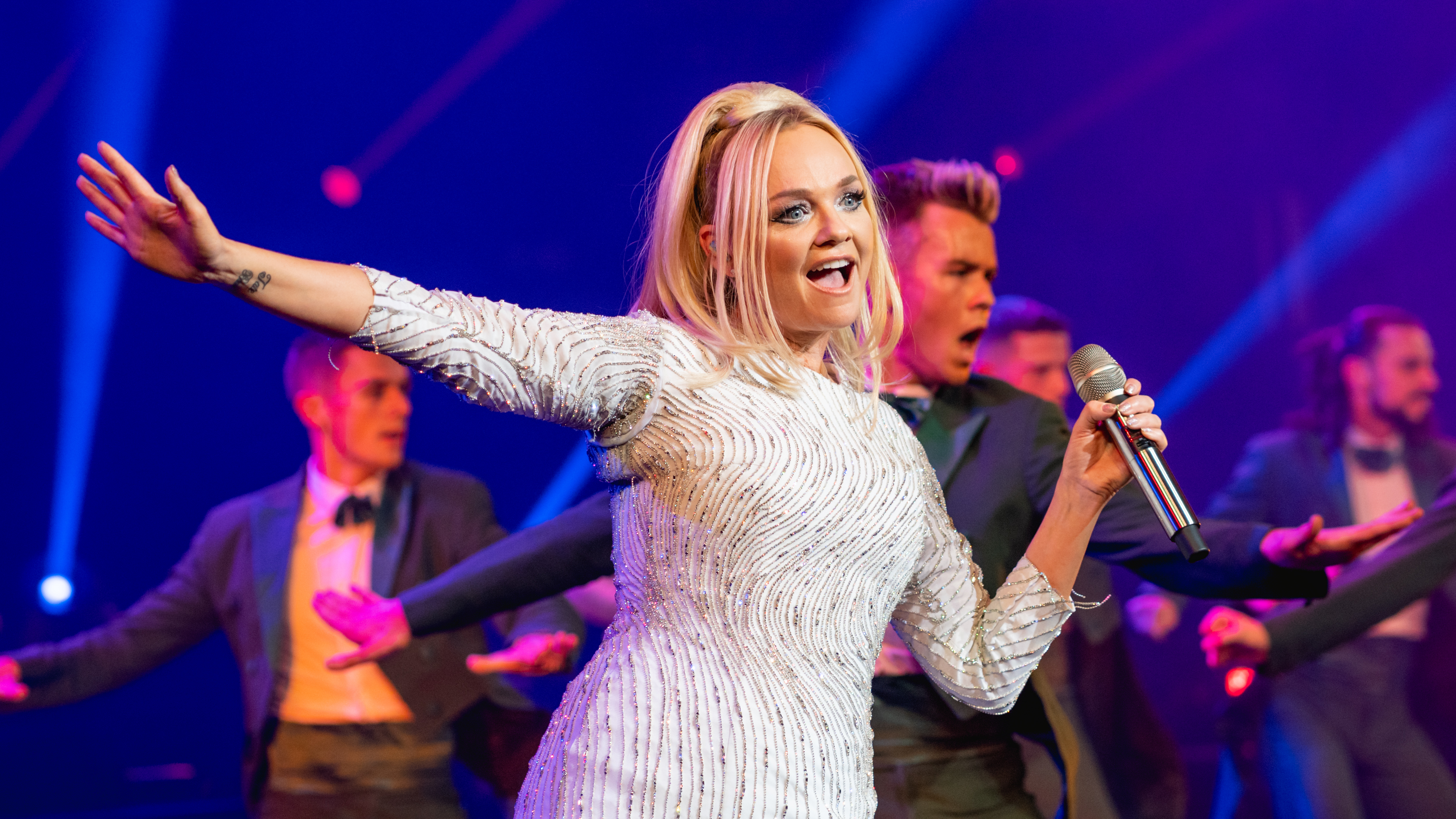
エマ・バントン

## ディスコグラフィ

### スタジオ・アルバム
| 1996 | スパイス - Spice              | 1 | 1  | 7  |
| 1997 | スパイスワールド - Spiceworld | 1 | 3  | 6  |
| 2000 | FOREVER - Forever             | 2 | 39 | 12 |

### コンピレーション・アルバム
| 2007 | グレイテスト・ヒッツ - Greatest Hits | 2 | 93 | 18 |

### シングル
- 「ワナビー」 - "Wannabe" (1996年) ※全英1位
- 「セイ・ユール・ビー・ゼアー」 - "Say You'll Be There" (1996年) ※全英1位
- 「トゥー・ビカム・ワン」 - "2Become1" (1996年) ※全英1位
- 「ママ / フー・ドゥ・ユー・シンク・ユー・アー」 - "Mama" / "Who Do You Think You Are" (1997年) ※全英1位
- 「スパイス・アップ・ユア・ライフ」 - "Spice Up Your Life" (1997年) ※全英1位
- 「トゥー・マッチ」 - "Too Much" (1997年) ※全英1位
- 「ストップ」 - "Stop" (1998年) ※全英2位
- 「ビバ・フォーエヴァー」 - "Viva Forever" (1998年) ※全英1位
- 「グッド・バイ」 - "Goodbye" (1998年) ※全英1位
- 「HOLLER (ホラァー) / レット・ラヴ・リード・ザ・ウェイ」 - "Holler" / "Let Love Lead The Way" (2000年) ※全英1位
- "Headlines (Friendship Never Ends)" (2007年) ※再結成後初のシングル

### メンバー・ソロ・アルバム
ヴィクトリア・ベッカム
- 『VICTORIA』 - Victoria Beckham (2001年) ※全英10位

エマ・バントン
- 『A GIRL LIKE ME〜永遠の少女』 - A Girl Like Me (2001年) ※全英4位
- Free Me (2004年) ※全英7位
- Life In Mono (2006年) ※全英65位
- My Happy Place (2019年) ※全英11位

メラニーC
- 『ノーザン・スター』 - Northern Star (1999年) ※全英4位
- 『リーズン』 - Reason (2003年) ※全英5位
- 『ビューティフル・インテンションズ』 - Beautiful Intentions (2005年) ※全英24位
- This Time (2007年) ※全英57位
- The Sea (2011年) ※全英45位
- Version Of Me (2016年) ※全英25位
- 『メラニーC』 - Melanie C (2020年) ※全英8位

メラニーB
- 『HOT』 - Hot (2000年) ※全英28位
- L.A. State Of Mind (2005年) ※全英453位

ジェリ・ハリウェル
- 『スキッゾフォニック』 - Schizophonic (1999年) ※全英4位
- 『スクリーム』 - Scream If You Wanna Go Faster (2001年) ※全英5位
- Passion (2005年) ※全英41位

## トリビア
- グループとしての来日経験は、プロモーション活動による4回だけ（1996年に3回、1997年に1回）で、コンサート・ツアーなどは実現していない。メラニーCのみ、ファースト・アルバムを出した直後に緊急来日し、恵比寿ガーデンホールで一夜限りのライブを披露している。
- 「ワナビー」の発売は、日本が世界一早く、イギリスよりも2週間前であった。